# Jean Louis Prevost (Mediziner, 1790)
Jean-Louis Prevost (geboren am 1. September 1790 in Genf; gestorben am 14. März 1850 ebenda) war ein Schweizer Arzt und Physiologe, der grundlegende Beiträge zur Theorie der Embryonalentwicklung leistete. Er ist nicht zu verwechseln mit dem Mediziner Jean-Louis Prévost (1838–1927).

## Biografie
Jean-Louis Prevost wurde 1790 in Genf geboren. Er studierte zunächst Theologie in Genf, 1814 zog er nach Paris und praktizierte Medizin, 1816 war er in Edinburgh, wo er 1818 mit einer Arbeit über den Gebrauch von Bädern und Duschen promoviert wurde. Danach zog er nach Dublin, um dort als Chirurg und Geburtshelfer zu praktizieren. Er kehrte 1820 nach Genf zurück, wo er bald eine umfangreiche Praxis erwarb. 
1837 beschränkte er sich auf den engsten Bekanntenkreis und widmete sich dem Studium der Physiologie und der physiologischen Chemie. In Verbindung mit Jean Baptiste Dumas (1800–1884), A. Le Royer und dem berühmten Kliniker Hermann Lebert verkündete er in verschiedenen Publikationen eine Reihe von Entdeckungen über die Blutbildung und den Blutkreislauf beim Menschen und bei verschiedenen Tieren, über das Ei, über die Vorgänge des Blutkreislaufs und der Ernährung in ihm, über die tierische Elektrizität usw. In ihrer Schrift Examen du sang et de son action dans les divers phénomènes de la vie (1821; dt. Untersuchungen über das Blut und dessen Einwirkungen bei den verschiedenen Erscheinungen des Lebens, 1822.) berichteten Prevost und Jean-Baptiste André Dumas (1800–1884) über die erfolgreiche Verwendung von defibriniertem Blut für Bluttransfusionen beim Tier. Dies war der erste Versuch, die Gerinnung während der Tranfusion zu verhindern.
Von seinen zahlreichen Werken verdienen heute noch die folgenden Beachtung: Sur la formation et la circulation du sang dans les hommes et dans les diverses classes du règne animal (Genf, 1826), Sur la génération et la reproduction en général, Sur le développement du coeur et de l’aorte du poussin dans l’oeuf. 1835 wurde er zum ausländischen korrespondierendes Mitglied der Académie nationale de médecine gewählt. Karl Ernst von Baer (1792–1876) lehnte die Theorien der Präformisten Prevost und Dumas ab.

## Publikationen
- De la génération chez les moules des peintres (Mémoires de la SPHN, t. 3)
- Note sur la circulation du foetus chez les ruminants (Mémoires de la SPHN, t. 4)
- Note sur la régénération du tissu nerveux. 1826.
- De la génération chez le Sèchot (Mulus Gobio). 1828.
- Des organes générateurs chez quelques Gastéropodes. 1832.
- Note sur l'inflammation. [s.n.] [Genf] [1833].
- Note sur les animalcules spermatiques de la grenouille et de la salamandre. [Genf, 1841?]

in Zusammenarbeit:
- mit Jean-Baptiste Dumas:
  - Examen du sang et de son action dans les divers phénomènes de la vie. 1821.
  - Essai sur les animalcules spermatiques de divers animaux (Mémoires de la SPHN, t. 1, 1821).
  - Mémoire sur les phénomènes qui accompagnent la contraction de la fibre musculaire Impr. de Cellot, 1823.
  - Nouvelle théorie de la génération. 1824.
- mit Lebert: Mémoire sur la formation des organes de la circulation et du sang dans l’embryon de poulet. Impr. Bourgogne et Martinet (Paris), 1844.
- mit Le Royer: Note sur l’acide libre contenu dans l’estomac des herbivores. 1826.